# Слова Иисуса Христа на Кресте

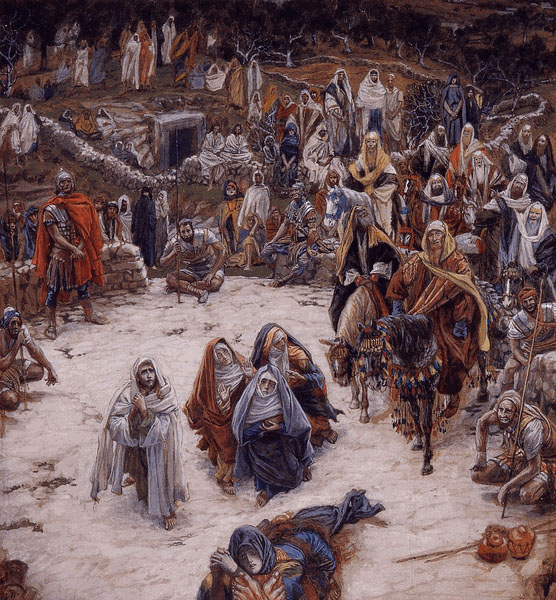
«Что наш Спаситель увидел с креста».
Дж. Тиссо, около 1886—1894, гуашь, Бруклинский музей

Слова́ Иису́са Христа́ на Кресте́ — семь коротких евангельских фраз, произнесённых Иисусом Христом во время его распятия. Фразы употребляются в христианском богослужении в Великую пятницу, когда вспоминается распятие Иисуса.

## Слова
| Слова Иисуса Христа на Кресте                      | От Матфея | От Марка | От Луки | От Иоанна |
| -------------------------------------------------- | --------- | -------- | ------- | --------- |
| Отче! прости им, ибо не знают, что делают.         |           |          | 23:34   |           |
| Истинно говорю тебе, ныне же будешь со Мною в раю. |           |          | 23:43   |           |
| Же́но! се, сын Твой. Се, Матерь твоя!               |           |          |         | 19:26, 27 |
| Боже Мой! Боже Мой! Для чего Ты Меня оставил?      | 27:46     | 15:34    |         |           |
| Жажду.                                             |           |          |         | 19:28     |
| Совершилось!                                       |           |          |         | 19:30     |
| Отче! в руки Твои предаю дух Мой.                  |           |          | 23:46   |           |

## Евангельский текст
1. От Луки: «И когда пришли на место, называемое Лобное, там распяли Его и злодеев, одного по правую, а другого по левую сторону. Иисус же говорил: Отче! прости им, ибо не знают, что делают» (Лк. 23:33—34) (слова обращены к Богу Отцу)
2. От Луки: «И сказал Иисусу: помяни меня, Господи, когда приидешь в Царствие Твое! И сказал ему Иисус: истинно говорю тебе, ныне же будешь со Мною в раю» (Лк. 23:42—43) (слова обращены к благоразумному разбойнику)
3. От Иоанна: «…говорит Матери Своей: Жено! се, сын Твой. Потом говорит ученику: се, Матерь твоя!» (Ин. 19:26—27) (слова обращены к Богородице и Иоанну Богослову, любимому ученику Иисуса)
4. От Матфея: «около девятого часа возопил Иисус громким голосом: Или́, Или́! лама́ савахфани́? то есть: Боже Мой, Боже Мой! для чего Ты Меня оставил?» (Мф. 27:46).
 От Марка: «В девятом часу возопил Иисус громким голосом: Элои́! Элои́! ламма́ савахфани́? — что значит: Боже Мой! Боже Мой! для чего Ты Меня оставил?» (Мк. 15:34) (слова обращены к Богу Отцу)
5. От Иоанна: «После того Иисус, зная, что уже все совершилось, да сбудется Писание, говорит: жажду» (Ин. 19:28) (слова обращены к воинам, стоявшим у креста)
6. От Иоанна: «Когда же Иисус вкусил уксуса, сказал: совершилось! И, преклонив главу, предал дух» (Ин. 19:30) (слова обращены к народу)
7. От Луки: «Иисус, возгласив громким голосом, сказал: Отче! в руки Твои предаю дух Мой. И, сие сказав, испустил дух» (Лк. 23:46) (слова обращены к Богу Отцу)

## Пророчества
Версия евангелистов Марка и Матфея — осуществление ветхозаветных пророчеств, цитирование Псалтыри: «Боже мой! Боже мой! для чего Ты оставил меня?…» (Пс. 21:2).

## В культуре
Музыка
В основном тема последних слов Иисуса послужила основой создания ряда музыкальных произведений:
- Генрих Шютц. «Семь слов Христа на кресте»
- Йозеф Гайдн. «Семь слов Спасителя нашего Иисуса Христа, сказанных Им на кресте» (1787; есть несколько авторских версий: для оркестра, для струнного квартета, оратория для вокалистов, хора и оркестра)
- Саверио Меркаданте. «Семь последних слов Спасителя», оратория (1838)
- Сезар Франк. «Семь последних слов Христа» (1859)
- Эндрю Ллойд Уэббэр. «Иисус Христос — Суперзвезда», композиция Crucifixion (1970)
- Софья Губайдулина. «Семь слов Христа», для виолончели, баяна и струнных (1982)
- Джеймс МакМиллан. «Семь последних слов с Креста», кантата для хора (1983)

Литература
- Андрей Вознесенский. «Последние семь слов Христа», поэма (1999)